# Alexandrobdella makhrovi
Alexandrobdella makhrovi (лат.) — вид рыбьих пиявок (Piscicolidae), относящийся к монотипному роду Alexandrobdella.

## Название
Вид назван в честь Александра Анатольевича Махрова, российского ихтиолога и эволюционного биолога. Слово βδέλλα, давшее родовому названию окончание -bdella, в переводе с греческого означает «пиявка».

## Описание
Общая длина Alexandrobdella makhrovi составляет 11—14,5 мм, ширина 2—3 мм. Тело несколько уплощённое в спинно-брюшном направлении, чётко разделённое на короткую трахелосому (переднюю часть) и уросому (заднюю часть), без сосочков. И трахелосома, и уросома сужаются к соответствующим присоскам. На поверхности тела присутствуют шишковидные пузырьки.
Окраска тела светло-жёлтая, полупрозрачная, с вкраплениями чёрного и тёмно-коричневого пигмента, образующего мозаичный узор на спинной стороне тела. Задняя присоска с жёлто-оранжевыми пятнами. Брюшная сторона более светлая, почти не пигментированная, одноцветная.
Тело сегментированное, сегмент состоит из 7 двойных колец.
Единственная пара глаз располагается на передней присоске. Сегментарные глазки и глазки на задней присоске отсутствуют.
Имеется мускулистый хобот. Кишечник с 4 парами карманов, несущих отростки.

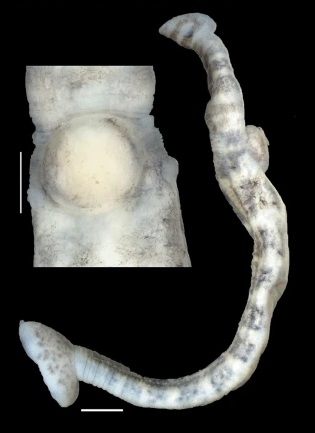
Поясок Alexandrobdella makhrovi. Шкала изображает отрезок длиной в 1 мм.

Гермафродиты. Имеются семенной и яйцевой мешки. Мужское и женское половые отверстия (гонопоры) разделены 2 кольцами. Семенных мешков 5 пар. Имеется развитый поясок.

## Образ жизни
Пресноводный вид. Экологические особенности малоизучены.
Эктопаразит. Питается кровью рыб, на настоящий момент показано питание на амурском соме (Silurus asotus).
Обнаружена внутри мантийных полостей двустворчатых моллюсков Cristaria plicata (семейство перловицы), причём «заселённость» моллюсков пиявками в месте их обнаружения составляла 9,7 % от общего числа. Характер взаимоотношений двух видов пока неизвестен, питание пиявки на моллюске не показано. Подобное сожительство пока является первым примером ассоциации рыбьей пиявки с двустворчатыми — прежде такие ассоциации считались типичными лишь для плоских пиявок (например, для некоторых Hemiclepsis, Batracobdelloides, Placobdella).

## Распространение
Известна только из юго-западной оконечности озера Ханка в Приморском крае.

## Таксономия
Согласно молекулярным данным, наиболее родственным родом является Limnotracheobdella.